# Федоренко Віктор Павлович
Віктор Павлович Федоренко (1910, місто Шостка, тепер Сумської області — ?) — український радянський партійний діяч, 2-й секретар Сумського обкому КПУ. Член Ревізійної комісії КПУ в 1966—1971 р. Депутат Верховної Ради УРСР 6—7-го скликань.

## Біографія
Народився в родині службовця. У 1929 році закінчив Шосткинську профтехшколу на Сумщині.
У 1934 році закінчив Дніпропетровський хіміко-технологічний інститут.
З 1934 року працював начальником ливарно-механічного цеху заводу імені Леніна у місті Казані Татарської РСР. Потім був конструкторм Сумського рафінадного заводу.
Член ВКП(б) з 1939 року.
У 1939 році — завідувач відділу учнівської молоді, секретар Сумського обласного комітету ЛКСМУ.
У 1940—1941 роках — інструктор Сумського обласного комітету КП(б)У.
Служив у Червоній армії, учасник німецько-радянської війни.
З 1945 року — інструктор, заступник завідувача, завідувач промислово-транспортного відділу Сумського обласного комітету КП(б)У.
З 1955 року — секретар Кустанайського обласного комітету КП Казахстану.
До грудня 1958 року — завідувач промислово-транспортного відділу Сумського обласного комітету КПУ.
У грудні 1958 — січні 1963 року — 1-й секретар Сумського міського комітету КПУ.
У січні 1963 — грудні 1964 року — 1-й секретар Сумського промислового обласного комітету КПУ.
У грудні 1964 — 24 листопада 1970 року — 2-й секретар Сумського обласного комітету КПУ.
З 29 грудня 1970 до 1978 року — голова Сумського обласного комітету народного контролю.
Потім — на пенсії

## Нагороди
- орден Трудового Червоного Прапора (.06.1966)
- два ордени «Знак Пошани» (.08.1958,)
- медалі